# جوزپ ماریا پو
جوزپ ماریا پو (کاتالونیایی: Josep Maria Pou) بازیگر تئاتر و سینما، تلویزیون اهل اسپانیا است.
او دانش‌آموختۀ دانشکده عالی سلطنتی هنرهای نمایشی است و بابت فعالیت‌های هنری‌اش در زمینهٔ تئاتر، در سال ۲۰۰۶ میلادی برندهٔ جایزه ملی تئاتر شد.
از فیلم‌ها یا مجموعه‌های تلویزیونی که وی در آن‌ها نقش داشته‌است می‌توان به داستان‌هایی از کرونن، کلیسای بزرگ دریا، درخت خون، دریای درون، ابراکادابرا و آدم‌ربایی اشاره نمود.